# رونيسانس القابضة

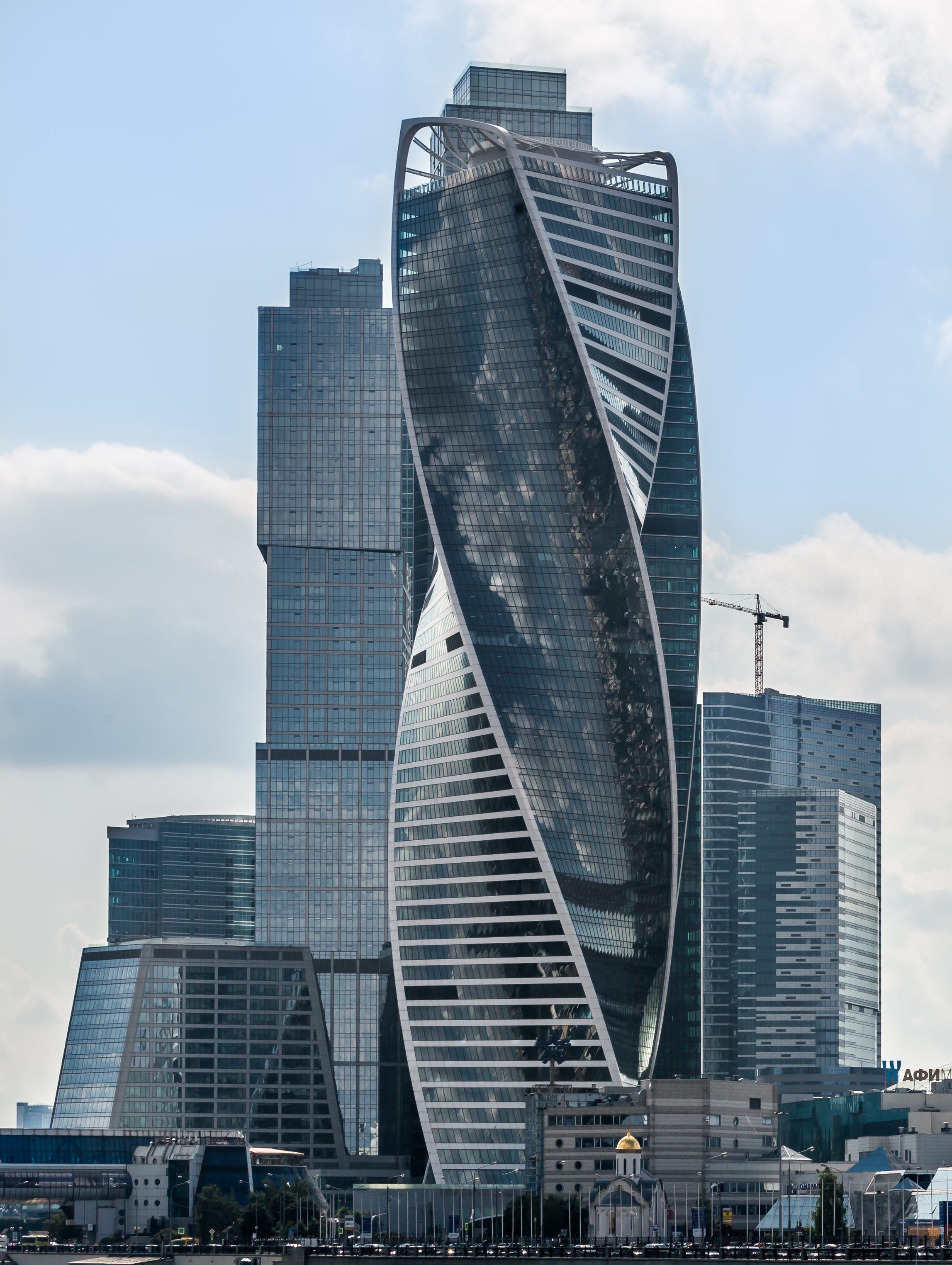
تم بناء برج Evolution في مركز الأعمال الدولي بموسكو من قبل الشركة

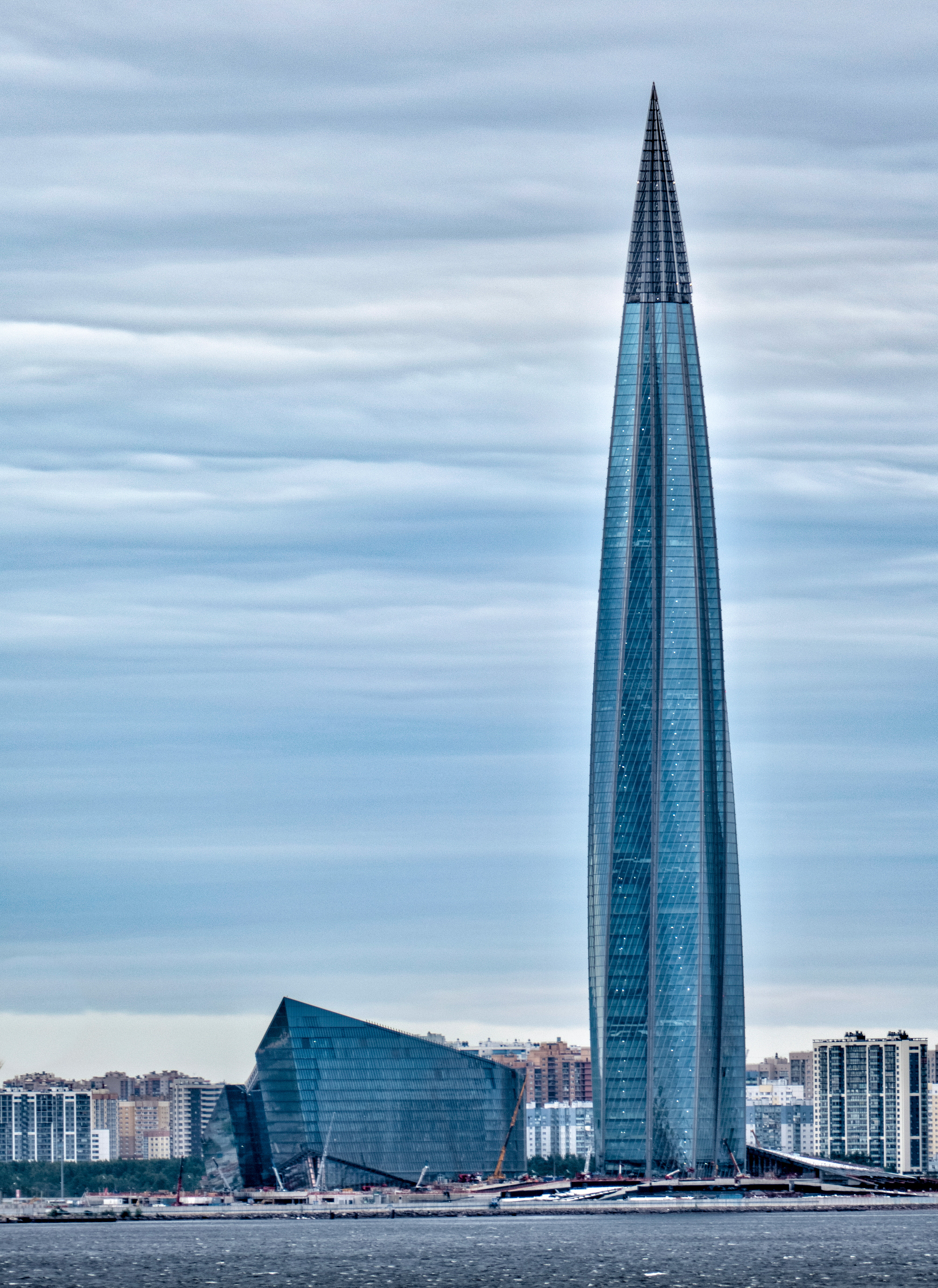
مركز لاختا ، أطول مبنى في أوروبا تم بناؤه من قبل الشركة

شركة رونيسانس القابضة Rönesans Holding تعمل في تركيا وكومنولث الدول المستقلة وأوروبا والشرق الأوسط وشمال إفريقيا. تأسست في عام 1993 من قبل إيرمان إليجاك في سان بطرسبرج في روسيا ومقرها في أنقرة. أنشطتها الرئيسية هي البناء والاستثمار العقاري وتوليد الطاقة.
تقوم الشركة ببناء مراكز التسوق ومكاتب وفنادق والمساكن ومصانع الصناعات الثقيلة ومصانع البنية التحتية ومصانع الإنتاج الخفيف والمصانع والمباني الحكومية ومحطات الطاقة كمقاول رئيسي ومستثمر. في بعض المشاريع، تتولى إدارة المبنى. وفقًا لبيانات ENR ، تمتلك الشركة شركة «رينيسانس للإنشاءات» وهي رقم 53 في العالم في قطاع الإنشاءات.

## مجموعة الشركات

### شركات أعمال بناء
- RC Rönesans İnşaat Taahüt A.Ş.
- Rönesans Endüstri Tesisleri A.Ş.
- Rönesans Türkmen İnşaat A.Ş.
- Rönesans Mea İnşaat A.Ş.
- Rönesans Altyapı Tesisleri A.Ş.
- Rönesans Rusya İnşaat A.Ş.
- Rönesans Medikal İnşaat A.Ş.
- Rönesans Teknik İnşaat A.Ş.
- Ballast Nedam

### شركات قطاع العقارات
- Rönesans Emlak Geliştirme Holding A.Ş.
- Rönesans Sağlık Yatırım A.Ş.
- Rönesans Gayrimenkul Yatırım A.Ş.
- Desna Gayrimenkul Yatırım A.Ş.
- İstanbul SEAPORT

### شركات الطاقة
- Rönesans Enerji Üretim A.Ş
- Rönesans Elektrik Enerji Toptan Satış A.Ş

## روابط خارجية
- الموقع الرسمي